# 约瑟夫·罗泽
约瑟夫·罗泽（德語：Josef Rose，1943年3月16日—），德国前男子手球运动员。他曾代表东德国家队参加1972年夏季奥林匹克运动会手球比赛，结果队伍获得第四名。